# Guaribas
Guaribas là một đô thị thuộc bang Piauí, Brasil. Đô thị này có diện tích 4279,673 km², dân số năm 2007 là 4343 người, mật độ 1,01 người/km².